# Brusson
Brusson là một đô thị trong vùng tự trị thung lũng Aosta phía bắc Ý. Đô thị này có diện tích 55 kilômét vuông, dân số thời điểm 31 tháng 12 năm 2006 là 840 người..
Đô thị này có làng trực thuộc: Pasquier (Pahquì), La Croix (A Crouch), Vollon, Estoul (Ehtò), La Pilaz (A Pila), Arcésaz (Artséza), Extrepierre (Ehtrépira), Fontaine (Fontana), Graines (Gran-a), Curien (Crièn), Fénéya.
Đô thị này giáp các đô thị sau: Ayas, Challand-Saint-Anselme, Emarèse, Gaby, Gressoney-Saint-Jean, Issime, Saint-Vincent.

## Biến động dân số
| Allein • Antey-Saint-André • Aoste • Arnad • Arvier • Avise • Ayas • Aymavilles • Bard • Bionaz • Brissogne • Brusson • Challand-Saint-Anselme • Challand-Saint-Victor • Chambave • Chamois • Champdepraz • Champorcher • Charvensod • Châtilon • Cogne • Courmayeur • Donnas • Doues • Emarèse • Etroubles • Fontainemore • Fénis • Gaby • Gignod • Gressan • Gressoney-La-Trinité • Gressoney-Saint-Jean • Hône • Introd • Issime • Issogne • Jovençan • La Magdeleine • La Salle • La Thuile • Lillianes • Montjovet • Morgex • Nus • Ollomont • Oyace • Perloz • Pollein • Pont-Saint-Martin • Pontboset • Pontey • Pré-Saint-Didier • Quart • Rhêmes-Notre-Dame • Rhêmes-Saint-Georges • Roisan • Saint-Christophe • Saint-Denis • Saint-Marcel • Saint-Nicolas • Saint-Oyen • Saint-Pierre • Saint-Rhémy-en-Bosses • Saint-Vincent • Sarre • Torgnon • Valgrisenche • Valpelline • Valsavarenche • Valtournenche • Verrayes • Verres • Villeneuve |